# 冲口街道
冲口街道是中国广州市荔湾区下属的一个街道办事处。位于荔湾区的东南部，以大冲口涌为中心，濒临珠江，辖区面积4.2平方公里，常住人口2.6万人，流动人口2.2万人，辖区有10个社区居委会。
辖内现存文物：毓灵桥、德国教堂、聚龙村、协同和机器厂、广州织金彩瓷工艺厂。
辖内经济联社：坑口联社。
民间风俗：坑口生菜会。

## 行政区划
冲口街道下辖以下地区：
鹤松社区、沙涌社区、华丽苑社区、杏花社区、联合围社区、兄弟园社区、聚龙社区、罗涌社区、坑口社区和汇兴社区。

## 交通

### 地铁
- █广州地铁1号线：坑口站、西塱站
- █广州地铁10号线：西塱站
- █广州地铁11号线：沙涌站、大冲口站
- █广佛地铁：沙涌站、西塱站

## 中国传统村落
2013年8月，聚龙村被评为第二批中国传统村落。